# Загорский (Башкортостан)
Заго́рский (баш. Загорский) — деревня в Уфимском районе Республики Башкортостан Российской Федерации. Входит в состав Чесноковского сельсовета.

## География
Деревня находится на берегу реки Белая.

### Географическое положение
Расстояние до:
- районного центра (Уфа): 15 км,
- центра сельсовета (Чесноковка): 3 км,
- ближайшей ж/д станции (Уршак): 11 км.

## Население
| 2002 | 2009 | 2010 |
| ---- | ---- | ---- |
| 161  | ↗198 | ↗272 |

### Национальный состав
Согласно переписи 2002 года, преобладающая национальность — русские (48 %).